# Gefecht bei Halen
Das Gefecht bei Halen war der erste belgische Sieg im Ersten Weltkrieg. Es fand am 12. August 1914 zwischen deutschen Truppen unter Georg von der Marwitz und belgischen Kräften unter Generalleutnant Leon de Witte statt. Die Schlacht wurde von der Kavallerie dominiert.
Die belgische Armee war am Ende siegreich, indem sie die ständig neuen Kavallerieangriffe der Deutschen während des gesamten 12. Augusts zurückschlug.

## Vorgeschichte
General von der Marwitz, Führer des Höheren Kavalleriekommandos 2 begann sofort nach der Kriegserklärung im Raum Lüttich mit der Aufklärung der gegenüberliegenden Feindkräfte. Die Vorhut fanden am 7. August den Raum zwischen Diest und Huy unbesetzt. Am 8. August hatte die Masse der 2. und 4. Kavallerie-Division den Maas-Übergang vollzogen und war nördlich um die Festung herum auf Sichen vorgestoßen. Danach wurde die belgische Vorhut an der Linie Tienen-Huy festgestellt.
Erst am 12. August ging Generalmajor von Krane mit der 2. Kavallerie-Division über Hasselt weiter auf Spalbeeck weiter nach Westen vor. Die 4. Kavallerie-Division plante südöstlich von Diest den Übergang über die Gete zu vollziehen, traf aber vor Haelen auf starken Widerstand.

## Verlauf
Der Kommandeur der 4. Kavallerie-Division Generalleutnant von Garnier befahl der
17. Kavallerie-Brigade unter Generalmajor von Schimmelmann sofort gegen die belgischen Artilleriebatterien auf der Erhebung bei Hontsum vorzugehen. Eine Angriffslinie konnte sich aufgrund der von Gräben und Zäunen durchzogenen Felder nicht entwickeln. Es blieb dafür aber nur der schmale Weg nach Diest, von dem aus die Attacke in Kolonne zu je vier Reitern geführt wurde.
General De Witte, Kommandeur der gegenüberliegenden belgischen Kavallerie-Division befahl seinen Männern, unter denen unter anderem eine Kompanie Radfahrer und eine andere mit Pionieren waren, abzusitzen und der Attacke mit massivem Gewehrfeuer entgegenzutreten. Die erste belgische Linie wurde überritten. Am Ortseingang von Zelck stießen die deutschen Reiter aber auf mit Draht verstärkte Barrikaden aus Fuhrwerken und Buschwerk, sogleich wurde das MG-Feuer aus den umliegenden Häusern auf die Reiter eröffnet. Das hatte zur Folge, dass die von Rittmeister von Bodecker geführte 2. Eskadron des Dragoner-Regiments Nr. 17 fast vollständig vernichtet wurde. Der Regimentskommandeur befahl daraufhin der 3. Eskadron – befehligt von Rittmeister von Maltzan – sich nach Halen zurückzuziehen und den Angriff zu Fuß fortzusetzen. Die Leib-Eskadron attackierte währenddessen die feindlichen Verbände westlich der Straße Halen–Diest, sie konnten vereinzelt bis an die belgische Linie gelangen. Auch ihnen schlug schweres Infanterie- und MG-Feuer entgegen; das schwierige Kampfgelände bot jedoch keine Möglichkeit, ihm zu entgehen. Rittmeister von Kalnein – Kommandeur der Leib-Eskadron – fiel im gegnerischen Feuer, von der Leib-Eskadron und der 2. Eskadron kehrten lediglich 13 Mann zu Fuß zurück. Die Reste des Regiments sammelten sich im Anschluss südlich von Halen. Die nächste Attacke führte das Dragoner-Regiment Nr. 18 an, die erste Welle des Angriffs wurde von belgischem Maschinengewehrfeuer regelrecht niedergemäht. Daraufhin stürzten die nachrückenden Reiter über die Kadaver der erschossenen Pferde und blockierten so den Angriffsweg. Es gelang nur wenigen Dragonern, in die belgischen Stellungen einzudringen, ohne aber irgendeinen militärischen Erfolg zu erzielen.
Nachfolgend setzte Generalleutnant Garnier auch seine 3. Kavallerie-Brigade mit dem Kürassier-Regiment „Königin“ (Pommersches) Nr. 2 und das 2. Pommersche Ulanen-Regiment Nr. 9 zum Angriff an; auch sie konnten die belgischen Truppen nicht aus ihren Stellungen verdrängen. Insgesamt acht Attacken ritt man gegen die feindlichen Fußtruppen, ohne Erfolg.
General von Marwitz ließ darauf am frühen Abend das Gefecht abbrechen und befahl die Reste der dezimierten Division um Alken in Ruhe überzugehen. Die deutsche Kavallerievorhut hatte 150 Tote, 600 Verwundete und ca. 200–300 Gefangene bei einem geschätzten Verlust von 400 Pferden zu beklagen. Die Belgier verloren etwa 500 Mann.

## Folgen
Es war der deutschen Kavallerievorhut nicht möglich, eine einzige belgische Kavalleriedivision, die die Brücke von Halen bewachte, zu schlagen, obwohl diverse Versuche mit Säbeln und Lanzen unternommen wurden. Die Schlacht war einer der wenigen Rückschläge Deutschlands während der erfolgreichen Invasion des neutralen Belgien. Die Niederlage in der Schlacht hatte nur einen geringen Einfluss auf die deutschen Pläne, Belgien wurde in wenigen Wochen eingenommen.